# IIHF Challenge Cup of Asia 2014
IIHF Challenge Cup of Asia 2014 byl od tohoto ročníku rozdělen do dvou výkonnostních turnajů, mezi kterými byl zaveden systém postupů a sestupů, stejně jako je tomu v případě jednotlivých divizí mistrovství světa. Družstva byla rozdělena na základě výsledků předchozího ročníku.

## Elitní skupina
Turnaj výkonnostně nejvyšší elitní skupiny se konal od 16. do 22. března 2014 v Abu Dhabi Ice Rink v Abú Zabí ve Spojených arabských emirátech. Turnaje se zúčastnilo šest mužstev, která spolu hrála v jedné skupině každé s každým. Vítězství si připsali hráči Tchaj-wanu před hráči Spojených arabských emirátů a hráči Mongolska. Do divize I sestoupil Kuvajt.

### Tabulka
|    |                         | Tchaj-wan | SAE | Mongolsko | Thajsko | Hongkong | Kuvajt | V | VP | PP | P | VG | OG | B  |
| 1. | Tchaj-wan               | ***       | 5:2 | 10:3      | 15:1    | 7:1      | 16:1   | 5 | 0  | 0  | 0 | 53 | 8  | 15 |
| 2. | Spojené arabské emiráty | 2:5       | *** | 3:1       | 5:4     | 5:1      | 5:1    | 3 | 1  | 0  | 1 | 20 | 12 | 11 |
| 3. | Mongolsko               | 3:10      | 1:3 | ***       | 8:2     | 9:2      | 3:1    | 3 | 0  | 0  | 2 | 24 | 18 | 9  |
| 4. | Thajsko                 | 1:15      | 4:5 | 2:8       | ***     | 2:1      | 10:2   | 1 | 1  | 1  | 2 | 19 | 31 | 6  |
| 5. | Hongkong                | 1:7       | 1:5 | 2:9       | 1:2     | ***      | 6:0    | 1 | 0  | 1  | 3 | 11 | 23 | 4  |
| 6. | Kuvajt                  | 1:16      | 1:5 | 1:3       | 2:10    | 0:6      | ***    | 0 | 0  | 0  | 5 | 5  | 40 | 0  |

## Divize I
Turnaj výkonnostně nižší skupiny nazvaný divize I podle vzoru mistrovství světa se konal od 24. února do 2. března 2014 v hale Gorodskoi Katok v Biškeku v Kyrgyzstánu. Turnaje se zúčastnila čtyři mužstva, která spolu hrála nejprve v jedné skupině každé s každým, načež následovalo play-off za účasti všech čtyř mužstev. Zatímco základní skupinu vyhráli domácí hráči  Kyrgyzstánu, v play-off bylo úspěšnější družstvo Macaa.

### Tabulka
|     |            | Kyrgyzstán | Singapur | Macao | Indie | V | VP | PP | P | VG | OG | B |
| SF1 | Kyrgyzstán | ***        | 6:3      | 3:3   | 6:2   | 3 | 0  | 0  | 0 | 15 | 6  | 9 |
| SF2 | Singapur   | 3:6        | ***      | 2:1   | 6:2   | 2 | 0  | 0  | 1 | 11 | 9  | 6 |
| SF2 | Macao      | 1:3        | 1:2      | ***   | 12:0  | 1 | 0  | 0  | 2 | 14 | 5  | 3 |
| SF1 | Indie      | 2:6        | 2:6      | 0:12  | ***   | 0 | 0  | 0  | 3 | 4  | 24 | 0 |

### Play-off

#### Semifinále
|  | SF1 | Kyrgyzstán | 16:2 | Indie    |
|  | SF2 | Macao      | 2:1  | Singapur |

#### Finále a zápas o 3. místo
|     | Finále     | Macao    | Kyrgyzstán |
| 7.  | Macao      | ***      | 5:4        |
| 8.  | Kyrgyzstán | 4:5      | ***        |
|     | o 3. místo | Singapur | Indie      |
| 9.  | Singapur   | ***      | 5:3        |
| 10. | Indie      | 3:5      | ***        |